# Рейнат-Пумарехо, Мария
Мария Рейнат Пумарехо (исп. María Reinat-Pumarejo) — пуэрто-риканская активистка движения за мир и вопросам по борьбе против расизма.

## Биография
Мария Рейнат Пумарехо родилась в Пуэрто-Рико в семье рабочих. После развода родителей она воспитывалась в приёмной семье. Мария начала работать с 14 лет. Своё первое образование — степень бакалавра гуманитарных наук в области социальных наук (главным образом в области истории), — она получила в Университете Пуэрто-Рико. После получения степени она переехала в США, штат Массачусетс, со своей дочерью Сарайби. Несмотря на то, что ей пришлось работать на трёх работах, чтобы содержать семью, она стала магистром гуманитарных наук в области образования и психологии консультирования в Массачусетском университете. Её деятельность в качестве активистки началась в 1988 году, когда она стала участницей Casa Latina. В 1992 году Мария Рейнат Пумахеро стала одной из основательниц Института расширения прав и возможностей для латиноамериканцев. В 1997 году после рождения сына Габриэля она решила вернуться в Пуэрто-Рико. 
«Я жила там 10 лет и забеременела. Я думала о том, что снова собираюсь воспитывать ребёнка, и что он снова станет частью системы образования, которая отдаёт предпочтение белым людям и предвзято относится к латиноамериканцам. В конце концов, решение вернуться стало очень ясным.»
 В Пуэрто-Рико она продолжила свою деятельность в качестве борца за мир и участвовала в кампании против использования острова Вьекес в качестве полигона военно-морских сил США. Кампания завершилась в мае 2003 года демилитаризацией острова и объявлением его национальным заповедником.
Мария — соучредительница Института по расширению прав и возможностей латиноамериканцев (ILE) и входит в основной преподавательский состав Народного института выживания и за его пределами (PISAB). Она также директор «Colectivo Ilé: Организаторы „Сознания в действии“», цель которой — борьба с угнетением в Пуэрто-Рико и США, ILE, основательница Организационного комитета «Расстаться с расизмом» в Западном Массачусетсе, лектор в Университете Святого Сердца и участница Международного женского сообщества против милитаризма.

## Статьи
Мария Рейнат Пумарехо — соавтор работ по правам женщин и борьбе с расизмом.
- Борьба за устойчивость и уважение прав человека: женщины, работающие через границы для установления мира и подлинной безопасности (Resistance, Resilience and Respect for Human Rights: Women Working Across Borders for Peace and Genuine Security by Ellen-Rae Cachola, Gwyn Kirk, Lisalinda Natividad, María Reinat Pumarejo), 2009[4]
- Вырывая с корнями мифы: разработка и внедрение антирасистской учебной программы по африканскому наследию для третьеклассников в Пуэрто-Рико (‘Pulling Up Myths from the Root:’ Designing and Implementing an Anti-Racist Curriculum About the African Heritage for Third Graders in Puerto Rico), 2009[5]
- Руководство по антирасистскому преподаванию африканского наследия в Пуэрто-Рико (Guide to anti-racist teaching of African heritage in Puerto Rico),2009.[6]
- Воительницы Афро-Латинской Диаспоры (Women Warriors of the Afro-Latina Diaspora), 2012.[7]
- Паленке: Пуэрто-Риканская антология «чёрной», антирасистской, африканистской тем и вопросов выходцев из Африки: проза и поэзия (Palenque: Puerto Rican anthology of black, antiracist, Africanist and Afro-descendant themes: narrative and poetry), 2013.[8]
- Честные разговоры о расизме, расовых и гендерных привилегий в Пуэрто-Рико (Fair conversation about racism and racial and gender privileges in Puerto Rico), 2019.[9]

## Награды
В 2005 году она была номинирована на Нобелевскую премию мира.
Мария Рейнат Пумарехо была удостоена городской премии Герники в 2006 года за мир и урегулирование разногласий и Почётной медалью Мартина Лютера Кинга — младшего в 2016 году за вклад в распространении солидарности и борьбу с расизмом в Пуэрто-Рико.